# Vía pública

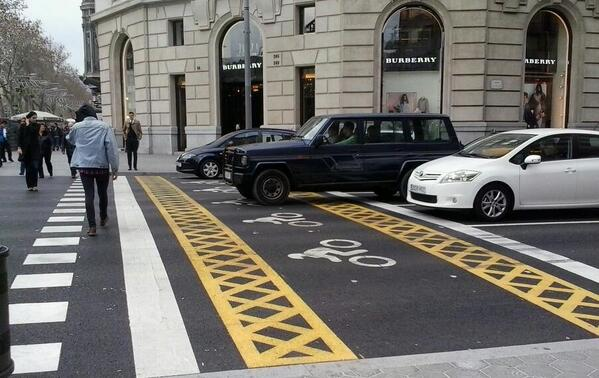
Vía urbana señalizada para diferentes usos y usuarios.

Una vía pública es cualquier espacio de dominio común por donde transitan los peatones o circulan los vehículos. Las vías públicas se rigen por la normativa internacional, nacional y local en su construcción, denominación, uso y limitaciones; con el objetivo de preservar unos derechos esenciales (a la vida, a la salud, a la libertad, a la propiedad, a transitar, etc.). A diferencia de las vías privadas, que las regulan sus dueños, tanto en sus características como accesibilidad.

## Clasificación
Cada tipo de vía pública tiene unas características específicas reguladas por ley, que determina su localización, accesibilidad y uso.
Según su localización

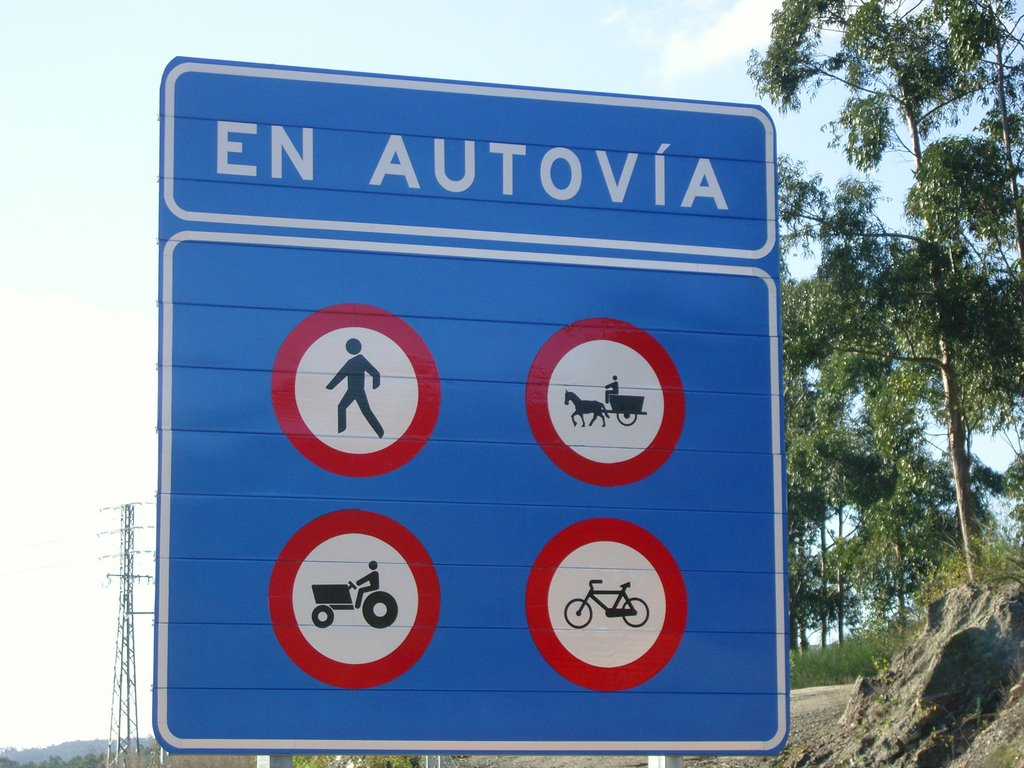
Señal de tráfico explicando las limitaciones de uso de una autovía.

- interurbana: vía que comunica directamente núcleos de población
- rural: vía en el campo.
- travesía: parte de una carretera que discurre dentro del casco de una población
- urbana: vía dentro de un pueblo o ciudad.

Según su accesibilidad
- de peaje: hay que abonar una cantidad de dinero para poderlas utilizar
- gratuita: sin pago para su uso.

Según su destinatario
- carril bici: solo para bicicletas
- carril bus: reservado para la circulación de autobuses
- peatonal: sólo para viandantes
- tráfico rodado: generalmente para vehículos a motor, aunque también puede incluir bicicletas
- vía pecuaria: para el ganado trashumante.

Según el tipo de espacio
- de dominio público y uso público (ejemplo: la mayoría de las calles, carreteras, y zonas verdes).
- de dominio público y uso privado (ejemplo: una concesión, como una autovía de peaje).
- de dominio privado y uso público (ejemplo: calles interiores de una urbanización con comercios abiertos al público).
- de dominio privado y uso privado (ejemplo: calles interiores de una urbanización cerrada al público).

## Tipos
- Autopista
- Autovía
- Avenida
- Bulevar
- Calle
- Calle peatonal
- Callejón
- Camino
- Cañada real
- Carretera
- Carretera de circunvalación
- Carril
- Ciclovía
- Corredera
- Costanilla
- Parque
- Pasadizo elevado
- Pasaje
- Paseo marítimo
- Plaza
- Pretil
- Puente
- Ronda
- Sendero
- Travesía
- Túnel
- Vía pecuaria
- Vía rápida
- Vía verde
- Urbanización